# Bags and Trane
Bags & Trane est un album jazz de John Coltrane et Milt Jackson enregistré en 1959 et sorti en 1961.

## Titres
| No | Titre                        | Durée |
| -- | ---------------------------- | ----- |
| 1. | Stairway to the Stars        | 3:58  |
| 2. | The Late Late Blues          | 9:35  |
| 3. | Bags & Trane                 | 7:23  |
| 4. | Three Little Words           | 7:27  |
| 5. | The Night we Called it a Day | 4:19  |
| 6. | Be-Bop                       | 7:57  |
| 7. | Blue Legacy                  | 9:00  |
| 8. | Centerpiece                  | 7:05  |

## Musiciens
- John Coltrane : Saxophone ténor
- Milt Jackson : Vibraharp
- Paul Chambers : Contrebasse
- Connie Kay : Batterie
- Hank Jones : Piano